# OPC Foundation
La fondation OPC est un Consortium industriel qui crée et maintien les standards et les normes de l'automation, la connectivité libre des systèmes et des équipements.
Le standard OPC gère la communication entre les processus industriels, l'échange des données, les événements et la sauvegarde des données.
La fondation a vu le jour en 1994, comme un regroupement de cinq société du domaine de l'automatisme industriel à savoir :
- Fisher-Rosemount,
- Rockwell Software,
- Opto,
- Intellution,
- Intuitive Technology[2].

Ce regroupement avait pour vocation la création d'une spécification du contrôle des processus. Le premier standard est publié en aout 1996.
La fondation OPC a coopéré avec diverses organisations qui travaillent sur le même sujet.

## Standards OPC les groupes de spécifications
- OPC Data Access : ce groupe de standards se focalise sur l'acquisition des données en continu.
- OPC Alarms and Events : ce groupe de standards se focalise sur les événements, alarmes et données à la demande.
- OPC Batch : Ces standards collectent les besoins des batch processes
- OPC Data eXchange : Ces standards assurent la communication entre serveurs à travers les réseaux industriels, la configuration à distance, le diagnostic, la supervision et le management de la communication.
- OPC Historical Data Access : Ces standards assurent l'enregistrement des données communiquées.
- OPC Security : Ces standards contrôlent l'accès des clients aux systèmes et équipements liés à l'OPC.
- OPC XML-DA : Permettent l'échange des données au format XML.
- OPC Complex Data : Permettent l'échange des données complexes.
- OPC Commands : Ces standards permettent l'échange des commandes entre équipements et systèmes.
- OPC Unified Architecture : Un nouveau standard qui inclut les fonctionnalités des standards précédents en utilisant les services web.

## Certification OPC
La fondation OPC a un système de certification connu sous le nom d'OPC Enhanced Certification Program.